# Qianball
Il qianball è uno sport praticato con racchetta e palla originario della Cina, che si sta diffondendo in Europa.

## Regolamento
Le forme di gioco sono due: individuale e doppio. Le racchette e palle che si usano differiscono poco da quelle di squash e racquetball. I giocatori con le racchette devono colpire la palla per mandarla al di sopra di una  rete, simile a quella di tennis, alla quale la palla è collegata con un filo elastico e quando la palla finisce contro la rete si perde un punto.
La Danimarca è la prima nazione europea che ha dato organizzazione allo sport del quianball che è praticato da oltre un milione di giocatori in Cina.

### Video
- Descrizione del gioco